# Sparks (Geòrgia)
Sparks és una població dels Estats Units a l'estat de Geòrgia. Segons el cens del 2000 tenia 1.755 habitants.

## Demografia
Segons el cens del 2000, Sparks tenia 1.755 habitants, 644 habitatges, i 443 famílies. La densitat de població era de 185,6 habitants/km².
Dels 644 habitatges en un 37,3% hi vivien nens de menys de 18 anys, en un 43,6% hi vivien parelles casades, en un 20,7% dones solteres, i en un 31,2% no eren unitats familiars. En el 27,6% dels habitatges hi vivien persones soles el 10,6% de les quals corresponia a persones de 65 anys o més que vivien soles. El nombre mitjà de persones vivint en cada habitatge era de 2,69 i el nombre mitjà de persones que vivien en cada família era de 3,25.
Per edats la població es repartia de la següent manera: un 30,8% tenia menys de 18 anys, un 8,9% entre 18 i 24, un 29,9% entre 25 i 44, un 18,5% de 45 a 60 i un 11,9% 65 anys o més.
L'edat mediana era de 32 anys. Per cada 100 dones de 18 o més anys hi havia 80,9 homes.
La renda mediana per habitatge era de 26.806 $ i la renda mediana per família de 29.861 $. Els homes tenien una renda mediana de 22.583 $ mentre que les dones 16.087 $. La renda per capita de la població era de 10.779 $. Entorn del 19,6% de les famílies i el 26,7% de la població estaven per davall del llindar de pobresa.

## Poblacions més properes
El següent diagrama mostra les poblacions més properes.